# The Sweet Pretty Things (Are in Bed Now, of Course...)
The Sweet Pretty Things (Are in Bed Now, of Course...) è il dodicesimo album in studio della band inglese The Pretty Things. È stato pubblicato nel 2015 tramite Repertoire Records.
È il primo album dei frontman di lunga data Phil May e Dick Taylor con il loro bassista in tournée George Woosey e il batterista Jack Greenwood, e anche il loro primo senza il tastierista di lunga data Jon Povey e il batterista Skip Alan dall'alum Get the Picture?
Il titolo dell'album è tratto dal testo di apertura della canzone di Bob Dylan Tombstone Blues.
Il brano Turn My Head è stato originariamente scritto dalla band a metà degli anni '60. Una versione è stata registrata dal vivo alla BBC, ma una versione ufficiale in studio della canzone non è mai uscita fino a questo album.

## Tracce
1. The Same Sun – 3:25 (Dick Taylor, Mark St. John)
2. And I Do – 3:34 (Phil May, George Woosey, St. John)
3. Renaissance Fair (The Byrds cover) – 1:54 (Jim McGuinn, David Crosby)
4. You Took Me by Surprise (The Seeds cover) – 2:35 (Sky Saxon)
5. Dark Days – 4:42 (May, Frank Holland)
6. Turn My Head – 3:43 (May, Taylor, Wally Waller)
7. Greenwood Tree – 4:18 (Taylor, Holland, Woosey, Jack Greenwood)
8. Hell, Here and Nowhere – 4:56 (Woosey)
9. In the Soukh – 2:32 (Taylor)
10. Dirty Song – 5:12 (May, Woosey)